# Corambis
Corambis Simon, 1901 è un genere di ragni appartenente alla famiglia Salticidae.

## Distribuzione
Le due specie note di questo genere sono diffuse in Oceania, in modo particolare nella Nuova Caledonia e nelle vicine Isole della Lealtà..

## Tassonomia
A maggio 2010, si compone di due specie:
- Corambis foeldvarii Szűts, 2002 — Nuova Caledonia
- Corambis insignipes (Simon, 1880)[2] — Nuova Caledonia, Isole della Lealtà